# Mille volte ancora (Max Gazzè)
Mille volte ancora è un singolo del cantautore Max Gazzè, il secondo estratto dal nono album in studio Maximilian e pubblicato il 22 gennaio 2016.

## Video musicale
Il videoclip della canzone è stato diretto da Fabrizio Conte e Luca Tartaglia.

## Tracce
1. Mille volte ancora – 3:52

## Formazione
- Max Gazzè – voce, cori, basso
- Giorgio Baldi – chitarra, programmazione, sintetizzatore
- Simone Cremonini – sintetizzatore
- Clemente Ferrari – solina
- Cristiano Micalizzi – batteria
- Marta Silvestri, Federica Franchetto, Stefania Corona, Alvaro Vitali – cori